# یاویز
یاویز (به لاتین: Jawidz) یک روستا در لهستان است که در گمینا سپیچن واقع شده‌است. یاویز  ۱٬۳۱۹ نفر جمعیت دارد.